# راهنمای میدانی پترسون
راهنمای میدانی پترسون (به انگلیسی: Peterson Field Guides) مجموعه‌ای محبوب و تأثیرگذار از راهنماهای میدانی آمریکایی است که برای کمک به افراد غیرعادی در شناسایی پرندگان، گیاهان، حشرات و دیگر پدیده‌های طبیعی طراحی شده است. این مجموعه توسط پرنده‌شناس مشهور راجر توری پترسون (۱۹۰۸–۱۹۹۶) ایجاد و ویرایش شد. جلد اول وی کتاب کلاسیک سال ۱۹۳۴، A Field Guide to the Birds بود که (همانند جلدهای بعدی) توسط شرکت هاوتن مفلین هارکورت منتشر شد.
این سری از چیزی که به سامانه شناسایی پترسون معروف شد، استفاده کرد، روشی عملی برای شناسایی میدانی که به جای تمرکز بر ویژگی‌های فنی مورد علاقه دانشمندان، ویژگی‌های بصری قابل توجه را برجسته می‌کند. این سری هم بازتاب و هم به آگاهی جنبش نوظهور محیطی کمک کرد.